# Nationalbank von Kambodscha
Die Nationalbank von Kambodscha (NBC) (Khmer ធនាគារជាតិនៃកម្ពុជា), mit Hauptsitz in Phnom Penh, ist die Zentralbank von Kambodscha. Sie ist verantwortlich für die Geldpolitik, den Börsenmarkt, sowie für die Regulation der Banken und anderen Finanzinstitutionen und für die nationale Währung, den Riel. Nachdem Kambodscha seine Unabhängigkeit gegenüber Frankreich 1953 erklärte, wurde die ‚Indochina Printing Institution‘ geschlossen und 1954 die Nationalbank, auch die „Rote Bank“ genannt, gegründet.

## Geschichte
- 1954–1975:

Die Nationalbank von Kambodscha wurde am 23. Dezember 1954, nachdem Kambodscha Frankreich gegenüber die Unabhängigkeit erklärte, gegründet.
Die Nationalbank druckte seitdem ihre eigene nationale Währung, den Riel, und trennte somit die Allianz mit Vietnam und Laos, die zur Zeit der Kolonialisierung Frankreichs geschaffen wurde. Parallel dazu entwickelte sich in Kambodscha ein freies Bankensystem, mit staatlichen und privaten Banken.
- 1975–1979:

1975 wurde das gesamte Bankensystem inklusive der Nationalbank von der Khmer-Rouge-Regierung, als Symbol der Ablehnung gegenüber dem Kapitalismus, zerstört und die nationale Währung, der Riel, wurde abgesetzt. Ab diesem Zeitpunkt standen der Handel und der Tausch wieder im Vordergrund. Erst im Oktober 1979 wurde die ‚Nationalbank von Kambodscha‘ vom Rat der Revolutionäre von Kambodscha neu eröffnet, nachdem die Khmer Rouge vertrieben wurden.
- 1979–heute:

Nach der Vertreibung der Khmer Rouge musste nicht nur die Nationalbank von Kambodscha, sondern auch das gesamte Bankensystem neu aufgebaut werden, da Kambodscha durch den vorangegangenen Kommunismus keine Kapitalanlagen besaß und das System, so wie es vor der Revolution bestand, völlig zerstört wurde. Zudem wurden zur Zeit des Regimes ein sehr großer Teil der akademischen Gelehrten getötet. Diejenigen, die überlebten, darunter auch Banker, hatten Angst vor einer möglichen Rückkehr des kommunistischen Regimes, was den Aufbau des Systems erschwerte. Bis zum vollständigen Wiederaufbau des Hauptgebäudes, das durch die Khmer Rouge Regierung vollends zerstört wurde, hielt die Nationalbank, zu der Zeit auch ‚Volksbank von Kambodscha‘ genannt, ein Büro in einer kommerziellen Bank inne, von wo aus sie die gesamte Rekonstruktion der Struktur und Organisation der Bank vornahmen. Darüber hinaus expandierte die Bank in 20 weitere Provinzen und Gemeinden und führte schließlich am 20. März 1980 auch den Riel, die frühere kambodschanische Währung, wieder ein.
Während der achtziger Jahre war das kambodschanische Bankensystem eine Monokultur ohne jedweden Einfluss von außerhalb der kambodschanischen Grenzen. Sie besaß die Aufsicht über die Währungsbehörde und über die nationale Schatzkammer. Des Weiteren konnte man Geldangelegenheiten nur über das staatliche Bankensystem, das von der ‚Volksbank von Kambodscha‘ kontrolliert und geführt wurde, erledigen. 1990 öffnete schließlich auch die Hauptzentrale der ‚Volksbank von Kambodscha‘, die ‚Rote Bank‘, wieder ihre Pforten.
1991 wurde die erste kommerzielle Bank Kambodschas, die Cambodia Commercial Bank „CCB“, gegründet. Sie war eine staatliche Bank für Unternehmer und zielte darauf ab, Investoren anzulocken und den Aktivitäten der United Nations Transitional Authorities in Cambodia (UNTAC) zu dienen.
Am 30. Januar 1992 beschloss die Nationalversammlung, der ‚Volksbank von Kambodscha‘ wieder ihren ursprünglichen Namen, die ‚Nationalbank von Kambodscha‘, zu geben. Umgesetzt wurde dies dann am 8. Februar 1992.
Am 23. Oktober 1991 entschied sich Kambodscha im Pariser Friedensabkommen eine Kehrtwende zu vollziehen, nämlich die Wirtschaft Kambodschas von einer Planwirtschaft in eine freie Marktwirtschaft umzuwandeln. Demzufolge änderte sich auch das komplette Bankensystem erneut, da die Banken nun vom Staat getrennt werden konnten. Des Weiteren autorisierte der Staat, Bankangelegenheiten in kommerziellen kambodschanischen Banken oder in ausländischen Niederlassungen zu betreiben.
In Folge des Wandels im Wirtschaftssystem und somit auch im Bankensystem, änderten sich auch die Rechte und Pflichten der Nationalbank (wie beispielsweise die Regulation der Preisstabilität des kambodschanischen Riels).
Schließlich stellte die kambodschanische Nationalbank einen Entwurf für die Strategie zur Entwicklung des Finanzsektors vor, was letztlich der Schlüssel für die Integration in das globale Finanzsystem war.
2003 wurde das Hauptgebäude der Nationalbank von Kambodscha erneut renoviert.

## Organisation
Die Nationalbank von Kambodscha besteht aus einem siebenköpfigen Vorstand.
Chea Chanto ist der Vorsitzende des Vorstandes, der Gouverneur der Bank und ursprünglich auch einer der Mitbegründer der Nationalbank von Kambodscha nach dem kommunistischen Regime.
Die Bank ist in vier verschiedene organisatorische Bereiche unterteilt:
- Allgemeine Kassierer
- Generaldirektion
- Generalsekretariat
- Hauptuntersuchung

Zurzeit gibt es 21 Niederlassungen der Nationalbank in Kambodscha.

### Hauptaufgaben der Nationalbank von Kambodscha
1. Die Bestimmung der geldpolitischen Ziele in Rücksprache mit der königlichen Regierung
2. Die Formulierung, Umsetzung und Kontrolle der gesteckten geldpolitischen Ziele
3. Die Regelmäßige Überprüfung der wirtschaftlichen und monetären Lage sowie Veröffentlichung der Ergebnisse. Bei Bedarf dem Königshaus Maßnahmen zur Verbesserung der Situation vorschlagen
4. Banken und anderen Finanzinstitutionen Lizenzen erteilen/entziehen, sie überwachen, sowie regulieren
5. Die Kontrolle der Zahlungssysteme im Königreich
6. Der alleinige Herausgeber der kambodschanischen Währung
7. Die Fähigkeit, im Namen des Königreichs Transaktionen vorzunehmen
8. Die Herstellung einer Zahlungsbilanz
9. Die Regelung und Verwaltung von Auslandsverschulden sowie erheben von Ansprüchen
10. Die Mitbestimmung bei der Entstehung und die Überwachung des Kapital- und Finanzmarktes
11. Lizenz Erteilung/Entziehung und die Überwachung all jener, die am Wertpapiermarkt, am Devisenmarkt, am Markt für Edelsteine oder Edelmetalle operieren
12. Festsetzen von Zinssätzen[1]